# Tatev Abrahamyan
Tatev Abrahamyan est une joueuse d'échecs américaine née le 13 janvier 1988 à Erevan en Arménie. Elle a le titre de grand maître international féminin depuis 2011. 
Au 1er juillet 2018, elle est la cinquième joueuse américaine avec un classement Elo de 2 361 points.

## Biographie et carrière

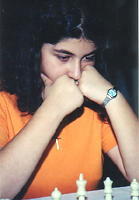
Tatev Abrahamyan en 2005.

Tatev Abrahamyan est née  le 13 janvier 1988 à Erevan en Arménie. Elle déménagea à l'âge de 14 ans dans la ville américaine de Los Angeles.
En 2003, elle fut l'unique fille et la plus jeune participante du championnat junior mixte des États-Unis.
Elle termina trois fois deuxième du championnat américain (en 2005, 2011 et 2014). Elle a représenté les États-Unis lors des olympiades féminines de 2008 à 2014, remportant la médaille de bronze par équipe en 2008.
Elle participa deux fois au championnat du monde d'échecs féminin :
- en 2012, elle fut éliminée au premier tour par Alexandra Kosteniouk ;
- en 2015, elle fut éliminée au premier tour par Dronavalli Harika.